# Heinz Glaser
Heinz Glaser, född 2 oktober 1924 i Berlin, död 7 juli 2016 i Lidingö, var en tysk-svensk inredningsarkitekt.
Glaser, som var son till fabrikör Ignaz Glaser och Rachel Schloss, utexaminerades från Högre Konstindustriella Skolan 1949 och från Kungliga Tekniska högskolan 1957. Han anställdes hos arkitekt Ralph Alton i Stockholm 1950, hos arkitekterna Ancker-Gate-Lindegren 1953 och bedrev egen arkitektverksamhet i Stockholm från 1958. Han var lärare vid NKI-skolan 1950–1953. Glaser är begravd på Lidingö kyrkogård.